# Au bout du monde (film, 1999)
Pour les articles homonymes, voir Au bout du monde.
Pour plus de détails, voir Fiche technique et Distribution.
Au bout du monde (На краю земли, Na krayou zemli) est un film d'animation russe réalisé par Konstantin Bronzit, sorti en 1999

## Fiche technique
- Titre original : На краю земли, Na krayou zemli
- Titre français : Au bout du monde
- Réalisation et scénario : Konstantin Bronzit
- Pays d'origine : Russie
- Format : Couleurs - 35 mm - 1,66:1 - Dolby
- Genre : film d'animation, comédie
- Durée : 8 minutes
- Date de sortie : 1999

## Distribution
- Konstantin Bronzit : lui
- Loïc Burckhardt : berger

## Distinctions

### Récompense
- Festival du court métrage d'humour de Meudon 1999 : premier prix du jury

### Nomination
- 26e cérémonie des César : meilleur court métrage